# 維京時代
维京时代（Viking Age）又称北欧海盗时代，是從8世纪維京擴張算起，包括朗納爾·洛德布羅克入侵西法蘭克王國（今法國）和盎格魯-撒克遜英格蘭（今英國）以及9世紀無骨人伊瓦爾、「勇士」比約恩、白衫哈夫丹和「蛇眼」西格德率領的异教徒大军征伐、10世紀諾曼征服南義大利、11世纪黑斯廷斯战役以及诺曼征服英格兰的一段历史时期，也是欧洲历史的重要组成部分。
北方日耳曼人从公元793年开始擴張，839年開始他們中的一部分成为罗马帝国的雇佣兵征战各地，直到公元1066年丹麦人的后裔征服英格兰，一般称之为“维京时代”，是欧洲古典时代和中世纪之间的过渡时期。殖民地遍布欧洲，包括英格兰的丹麦区、基辅罗斯、法国的诺曼底、都柏林等等。
维京时代维京人在斯堪的纳维亚及其他遷移地树立了许多被称为“如尼石刻”的石制纪念碑，且同瓦兰吉卫队有关。石碑刻录了阵亡瓦兰吉战士的事迹、向东方（Austr）的远航、东方航线（Austrvegr），以及像Garðaríki（今天的俄罗斯与乌克兰）这种详细的东方地点。
11世紀早期，英格蘭已經基督教化多個世紀了，丹麥律法則轉變了日耳曼異教的信仰，使得他們開始信奉基督，但斯堪的納維亞還是明顯地異教徒居多。在英格蘭，克努特大帝努力提高天主教的關注度，這使得他被歐洲的基督教統治者接納，在斯堪的納維亞國家的國王中這還是首次。挪威雖然也建起了教堂，並對僧侶採取寬容和尊敬的態度，但卡紐特依然與異教徒領主結盟，在他的統治地位鞏固之前，也從沒有在此頒佈過有益于基督教的法律。

## 历史
维京人擅長航海，他们在昔德兰群岛、法罗群岛、冰岛、格陵兰岛都设立了殖民地，在10世纪末曾不定期地在美洲纽芬兰居住过。他们不仅是海盗，也同时进行贸易，甚至定居在欧洲沿海和河流两岸。
9世紀中期异教徒大军的指揮官是「無骨人」伊瓦爾，從865年到870年間都有他的文字記載。
865年秋，由「無骨人」伊瓦爾領導的維京雄狮入侵當時由盎格魯-撒克遜人統治的英格兰七國，這七大王國分別是東盎格利亞王國、埃塞克斯王國、肯特王國、麥西亞王國、諾森布里亞王國、薩塞克斯王國和威塞克斯王國。這次入侵是由拉格納的兒子們組織的，目的是為了報復諾森布里亞國王艾勒在865年把拉格納扔進蛇坑致死的殺父之仇。但是這個解釋的歷史準確性仍是未證實的。
866年，維京軍隊向北侵入諾森布里亞，最終於867年在約克抓住了艾勒。根據傳說，伊瓦爾和其兄弟們使用血鷹處死了艾勒，這種報復性的北歐酷刑將他的胸腔從背後面切開，折斷肋骨後將肺部拉出體腔，形成一個老鷹展翅的形狀而死（僅為傳說，是否真實存在此刑仍有爭議待考證）。隨後軍隊向南移動，攻佔了麥西亞王國的諾丁漢，度過冬季。麥西亞國王與威塞克斯王國聯合，合力將其圍困在鎮上。不過盎格魯-撒克遜人仍舊無法奪回諾丁漢，於是雙方達成了休戰協議，維京人撤出。
869年，伊瓦爾和哥哥烏伯擔任丹麥人的指揮官，再度發起進攻，入侵了東盎格利亞王國，並殺死國王殉教者埃德蒙。他最終在愛爾蘭的都柏林過世。《盎格魯-撒克遜編年史》記錄了他死亡的年份是870年。而《愛爾蘭零碎史》則記載伊瓦爾是死於873年的年底。盎格魯-撒克遜歷史學者埃塞爾維爾記載「無骨人」伊瓦爾死於870年。他死後，「白衫」哈夫丹成為維京雄師的指揮官，侵略了威塞克斯王國。丹麥國王巴格斯克率領大軍渡洋，支援「白衫」哈夫丹的部隊。根據《盎格魯-撒克遜編年史》記載，這支來自丹麥的維京大軍與西撒克遜人進行了九次大戰，其中包括871年1月8日的阿什當之戰，雙方傷亡慘重，巴格斯克國王也在此戰役中陣亡。最後「白衫」哈夫丹接受了阿佛烈大帝的休戰協議，後者是剛登基的威塞克斯國王。但考古的发现证明，阿尔弗雷德很可能向丹麦人支付了一笔賠款，以求其撤退，如同麦西亚人在来年的做法一样。此后五年里，丹麦人占领了威塞克斯王国之外的大部分英格兰土地。但是，在
841年，突襲魯昂
842年，突襲昆托維奇港口
843年，盧瓦爾諾曼人在Noirmoutier島上建立永久性維京人定居點
844年，維京襲擊加利西亞和阿斯圖里亞斯突襲圖盧茲和西班牙海岸，阿斯图里亚斯国王拉米罗一世（Ramiro I）以军队对其进行反击，以大量屠杀彻底击退了这些维京侵略者，并俘虏了其中的不少人，将其舰队中最好的船只焚毁。拉米罗一世的行动让维京人十分惊恐，此后拉米罗一世的统治地区再未受到维京人的侵扰。
845年，襲擊巴黎
851年，在魯昂 附近的奧塞爾塞納島建立基地
856年，襲擊巴黎
865年，進攻奧爾良和勒芒，征服了东盎格利亚王国後，他們駛上了泰晤士河，然後從剑桥及美登赫的岸邊登陸。
866年，突襲默倫
870年，丹麥人征服了东盎格利亚王国及諾森布里亞王國，主力開始入侵西撒克遜王國的威塞克斯王國。
871年，威塞克斯王國的埃塞尔雷德聯合伯克郡的阿尔弗雷德在阿什當之戰及恩格爾菲爾德戰役中指揮當地的徵兵部隊擊敗丹麥人，但僅僅四天后，埃塞尔雷德及阿尔弗雷德指揮的西撒克遜主力軍隊就在雷丁的戰役中被擊敗。
876年，之后，丹麥人的新首领古斯伦带领他们绕过了英军的防守占领了英格兰南部多塞特郡的维尔汉姆。
878年，是整个盎格鲁撒克逊社会的低谷期，几乎英格兰所有的王国均陷入丹麦人手，但是阿尔弗雷德大帝隨即在爱丁顿战役（Battle of Edington）中打敗了維京人古斯倫带领的維京雄狮。
879年，突襲法蘭德斯，阿瑟爾特的固定基地，從那裡突襲萊茵河地區和威悉地區
886年，維京人古斯倫與阿尔弗雷德簽訂合約，阿尔弗雷德同意支付「丹麥錢」，並尊重維京人對其他三個英格蘭王國的征服。維京人首领古斯倫這邊，則需從撒克遜領土撤退，接受基督教，並承認威塞克斯乃獨立王國。
古斯倫所轄地區因此稱為丹麦法区確定雙方勢力範圍邊界及一系列雙方所各自擁有的權利，自此帶來和平。
960年，“蛇眼”西居尔德的後裔哈拉爾一世統治的日德蘭半島因受南面的神聖羅馬帝國皇帝鄂圖一世的影響成為基督徒，因此他改變了丹麥傳統以塚葬的形式，將父親改葬在塚旁的教堂內，並在塚的旁邊聳立耶靈石以記載此事。雖然哈拉爾一世信奉基督教，但是他並沒有在丹麥及挪威境內特別推行基督教。哈拉爾一世一生向外征討，他曾於945年及963年援救諾曼第公爵無懼王理查一世即“杂种”吉约姆，征服者威廉的曾祖父。
960年，理查一世在10世紀的宮廷創造“諾曼人”的概念，目的是創造“一種強大的種族不連貫的群體團結感，以提升公國動員力，加強圍繞在公爵身邊的貴族。
961年，他扶持前任挪威國王血斧王埃里克的三個兒子攻打他們的叔父、當時的挪威國王「好人」哈康一世，哈康一世雖然在一系列戰役中取得最終勝利，但也因在菲恰爾之戰所受的傷在不久後去世。血斧王埃里克之子「灰袍」哈拉爾二世成為國王，但是實際挪威已經掌握在哈拉爾一世手裡。
983年，哈拉爾一世將德意志諸侯逐出丹麥，但是他的兒子八字鬍斯韋恩卻在此時叛變。哈拉爾在與叛軍激戰中被殺，八字鬍斯韋恩繼承丹麥國王王位。
999 年，義大利地區首次提到諾曼騎士。他們是從耶路撒冷朝聖返回並在巴勒摩中途停留的諾曼朝聖者。這座城市及周邊地區當時被來自北非的撒拉森人的襲擊蹂躪人，他們每年收取通行費。巴勒摩市長親切地接待了諾曼騎士，並承諾幫助他們對抗撒拉森人。諾曼人對倫巴第人缺乏勇氣感到震驚。他們將事情掌握在自己手中，襲擊了撒拉森人將他們趕出了該地區。巴勒摩請求諾曼人留下來，但他們拒絕了。然而，他們答應王子在諾曼底為他招募僱傭兵。一些消息來源還談到威瑪市長向諾曼底派遣招聘人員。
1013年，八字鬍斯韋恩攻入英格蘭，擊敗英王埃塞爾雷德，開創了丹麥王朝，但僅僅一年後的1014年2月3日去世，斯韦恩去世後丹麥撤退威塞克斯王朝復辟。
其长子哈拉爾接替他成為丹麥国王，即哈拉尔二世；另一子克努特接替他成为英格兰国王，也即后来的克努特大帝。
1015年，克努特大帝便率領自己的新艦隊再次入侵英格蘭。當時英格蘭的王公貴族們依然互相爭鬥，數月之後愛塞烈德二世的一個兒子向卡紐特效忠，卡紐特也因此獲得了重要戰略點韋塞克斯。而後愛塞烈德二世在1016年4月23日去世，其子愛德蒙繼位，然而一大批貴族已經在南安普頓向卡紐特宣誓效忠了。
1016年，克努特大帝雖然在奧特福德戰役中被愛德蒙擊敗，但隨後在阿桑頓戰役中取得勝利並和愛塞烈德二世之子埃德蒙二世订约共治英格兰，由卡紐特控制泰晤士河以北的英格蘭全部地區，结果埃德蒙二世当年11月便告不治，使他完全统治了英格兰。
1017年，克努特大帝儘管已經有了一個英國妻子北安普頓的Ælfgif，但爲了穩固局勢仍跟前英格蘭王愛塞烈德的遺孀諾曼第的愛瑪結婚。
1019年，克努特大帝的哥哥丹麦國王哈拉爾二世突然死亡，他因此繼承了丹麦王位。
1022年，克努特大帝與戈德溫、Ulf Jarl一起派遣艦隊前往波羅的海地區，以保證他在其沿岸的統治。在從羅馬回來之後，卡紐特進軍蘇格蘭並與馬爾科姆二世及其他兩個國王結盟，後者以及威爾士都以丹麥金的形式向他納貢，卡紐特再次宣佈對凱爾特王國的統治，并懲罰了它們當中的支持奧拉夫者。
1024年，克努特大帝曾提出由奧拉夫二世作為他的諸侯來統治挪威，但是最終協議破裂，1028年卡紐特派遣了50艘船隻前往征服挪威。當奧拉夫退到奧斯陸峽灣時，卡紐特便將船隻靠岸，並接受當地統治者的效忠。最終他在尼達羅斯宣佈即位為挪威國王，數月後奧拉夫逃往瑞典。
1025年或者1026年挪威的奧拉夫、瑞典國王阿努德·雅各布聯合卡紐特的姐妹的丈夫Ulf Jarl，襲擊了丹麥，最終他們卻戰敗了。
1027年，克努特大帝前往羅馬，部份原因是爲了對殺掉Jarl Ulf一事進行贖罪，另外也是爲了參加神聖羅馬皇帝康拉德二世的加冕禮，而且將自己的女兒嫁給了康拉德的兒子亨利三世。
1030年，奧拉夫試圖回歸挪威，但最終與斯蒂克莱斯塔德战役戰敗被殺。
1033年，休厄德控制了諾森比亞南部，即今天的約克郡，以代表克努特大帝丹麦人伯爵的身份進行統治。他通過與埃德沃夫伯爵埃爾德雷德的女兒埃爾弗萊德結婚，鞏固了他在英格蘭北部的地位。他一生運用自己的權力支持克努特大帝的繼任者哈德克努特國王和忏悔者爱德华國王，為他們提供重要的軍事援助和建議。1055年死後他的繼位者遭到哈罗德二世的弟弟托斯蒂（Tostig）擊敗並放逐。
1035年，克努特大帝過世，其子哈德克努特繼承了丹麥王位。哈德克努特忙於穩固他在丹麥的統治，無暇顧及英格蘭王位。於是他決定派他的同父異母兄長，飞毛腿哈罗德去英格蘭攝政，其母艾瑪則代表他控制威塞克斯。1036年，忏悔者爱德华與其弟阿爾弗雷德分別回到英格蘭。艾瑪宣稱，哈羅德偽造了一封她的信誘騙愛德華兄弟回國看望她，現代史學家則認為，艾瑪有可能主動邀請兩兄弟回國，借兩人的身份削弱哈羅德日趨增長的影響力。威塞克斯伯爵戈德溫設計將阿爾弗雷德捉住並轉交給飞毛腿哈罗德，他用酷刑挖去了阿爾弗雷德的雙眼，阿爾弗雷德很快便因傷重不治而死。忏悔者爱德华則在一場小規模衝突中取勝，隨後他再度逃往諾曼底。阿爾弗雷德的死使忏悔者爱德华對威塞克斯伯爵戈德溫產生了極大的恨意，這件事可能是1051年秋忏悔者爱德华驅逐後者的原因之一。
1037年，飞毛腿哈罗德在英格兰大贵族们的支持下正式成为国王。次年他驅逐了艾瑪，後者去了布魯日。艾瑪找到了忏悔者爱德华並希望他幫助哈德克努特，但忏悔者爱德华拒絕了，因為他並沒有發動入侵的能力，且他放棄了對王位的宣稱權。
1040年平定了丹麥的哈德克努特一度計劃入侵英格蘭，但哈羅德突然死去，使他兵不血刃的奪下了英格蘭的王位。飞毛腿哈罗德的遗体起初被葬在威斯敏斯特，但哈德克努特将其开棺戮尸，尸体被草草遗弃在一片沼泽裡，随后又被扔进泰晤士河。最后，尸体被一位渔夫捞起并被交给在伦敦的丹麦人，丹麦人们郑重地将遗体安葬在他们的教堂裡。
1041年，埃德沃夫伯爵因某事冒犯到了哈德克努特，但隨後達成和解。哈德克努特向埃德沃夫保證安全，然而隨後又與休厄德合謀殺掉了埃德沃夫，休厄德順勢統一了諾森佈裡亞。這一事跡受到廣泛的譴責，盎格魯-撒克遜編年史直言這是一次“背叛”，國王是一個“破誓者”。。並邀請忏悔者爱德华返回英格蘭。
1042年6月8日，哈德克努特去世，愛德華在英格蘭權勢最大的伯爵，哈罗德·戈德温森的支持下登上王位。據盎格魯-撒克遜編年史記載，「哈德克努特還未下葬，所有人便已支持愛德華登上倫敦的王位」。1043年4月3日，愛德華在西敏寺正式加冕。
雖然哈罗德二世被指責對忏悔者爱德华的兄弟阿爾弗雷德之死負責，但戈德溫至死否認他與阿爾弗雷德之死有關。
1045年，他還是保證了自己的一個女兒成為愛德華的王后。但是愛德華不斷從诺曼底招收顧問來鞏固他的勢力，因此戈德溫很快就成為敵對這些諾曼第新來的顧問、貴族和僧侶的當地貴族的領導人了。當時布洛涅伯爵訪問英格蘭時在丹佛與當地人發生衝突。愛德華下令戈德溫懲罰丹佛人，但是遭到戈德溫的拒絕。
1051年，忏悔者爱德华在保證了一批貴族的支持下，流放哈罗德·戈德温森和他的兒子們。但是一年後哈罗德二世在海軍、市民和農民的支持下帶兵重返英格蘭並且奪回了他的伯爵領地，這為後來英國伯爵抗命開了先例。
1056年，在得知侄子尚在人世后，英王宣信者愛德華安排他回国，欲将其立为继承人。这也是撒克逊王室内部和平传承的最后一次机会。当爱德华现身之际，经历了长时间丹麦统治后逐渐恢复元气的旧盎格鲁-撒克逊王室正走向瓶颈。宣信者爱德华个性虔诚，但政治上软弱且无嗣，无力遏止日益强大、野心勃勃的威塞克斯伯爵戈温森。与此同时，隔海相望的诺曼底公爵威廉也觊觎着英格兰王位的继承。爱德华的出现，可谓恰逢其时，并提供了一种走出僵局的方案。对戈温森与威廉来说，若由他继位，在合法性上不易挑战。有鉴于此，国王与贤人会议两方面当即批准此议。
1057年8月末流亡者愛德華在神圣罗马帝国皇帝亨利三世庇护下返抵英格兰。但他却在抵达后仅仅两天猝然死亡。爱德华的确切死因尚不清楚，但他有很多势力强大的对手，因而死于谋杀的可能性极大，尽管无法弄清元凶。据了解，虽然出于未知的原因，爱德华抵英情形很快被封锁，但此刻正值哈罗德·葛温森方兴未艾之时。这一突如其来的变故，使英格兰王位成为哈罗德伯爵与威廉公爵争夺的焦点，并最终导致了诺曼征服。
1066年，哈罗德·戈德温森的弟弟托斯蒂（Tostig）对他当上国王心存不满，于是怂恿无情者哈拉尔去争夺英格兰王位。挪威国王无情者哈拉尔的陪同下，托斯蒂（Tostig）在英格兰北部登陆，重返诺森布里亚并在富尔福德战役中打败了莫卡和埃德温，这时，刚刚获得英格兰王位的哈罗德·戈德温森迅速赶往北方，在斯坦福橋戰役擊敗挪威軍隊，国王无情者哈拉尔战死沙场，但是他率领的挪威軍隊也使哈罗德·戈德温森的军队损失惨重，这也间接帮助了诺曼人一个月后在黑斯廷斯战役中击败英格兰人。
1066年10月14日诺曼底公爵威廉抓住了哈罗德来回征战、疲于奔命的弱点，在英格兰南部的黑斯廷斯击败了哈罗德二世，结束了盎格魯-撒克遜时代。
1069年，斯文二世聯合流亡者愛德華的兒子埃德加襲擊諾曼英格蘭。然而，在占領了約克以後，斯文二世從威廉那裡接受了報酬後拋棄埃德加，埃德加被流放到蘇格蘭。
1075年，斯文二世第二次襲擊諾曼英格蘭，目的在支持伯爵起義，林肯郡海岸和約克都遭到蹂躪。
1086年，丹麥的克努特四世計劃進行最後一次入侵英格蘭，但他在執行此計劃之前被丹麥叛軍暗殺。這是維京人最後一次試圖進攻西歐，克努特四世的死被視為維京時代的終結。